# 市川泰
市川 泰（いちかわ やすし、1956年1月5日 - ）は、NHKの元シニアアナウンサー。

## 人物
都立九段高校、小樽商科大学卒業後、1978年入局。初任地の北見から北海道での勤務は通算で30年近い。2022年7月頃をもって引退。
特技はおいしく緑茶を入れること。

## 過去の出演番組
北見放送局時代
- 北海道オホーツクのニュース など

松江放送局時代
- 島根県のニュース など
- NHK特集「冬・奥出雲 山林大地主の村」ナレーション（1987年2月20日）

東京アナウンス室時代
- 大喪の礼中継リポート
- おはようジャーナルリポーター

旭川放送局時代
- ほくほくテレビ ニュースあさひかわ（2002年4月 - 2006年6月）

札幌放送局時代（1度目）
- イブニングネットワーク北海道（キャスター・1994年度 - 1996年度）
- 北海道のニュース
- ハイビジョンふるさと発　パウダースノーを守り継ぐ　北海道ニセコ
- さわやかインタビュー　演劇人生の始発駅
- つながる@きたカフェ（2010年度キャスター）

※札幌放送局1階の喫茶店にカメラを持ちこみ、市川アナウンサーが喫茶店のマスターとなり、月曜日から金曜日までの、昼前11:30から30分間の生放送で、北海道の各局をつなぐ番組。人気の札幌局アナウンサー・ブログにも、若手アナウンサーを迎えた楽しいひとときを演出。なお、正午前の北海道の気象情報（放送は札幌局管内のみ）も担当していた（ニューススタジオに移動して放送）。
札幌放送局時代（2度目・3度目）
- 北海道のニュース（主に日曜夜間 - 月曜朝の宿直、月曜火曜、火曜夜間～水曜朝の宿直の出演）
  - ニュース北海道645
  - ほっとニュース845

※このほか厳密には番組ではないものとしては、室蘭局の総合テレビ・ラジオ第1・FMのコールサインアナウンスも担当。